# Cressy (Sena Marítim)
Cressy és un municipi francès situat al departament del Sena Marítim i a la regió de Normandia. L'any 2007 tenia 237 habitants.

## Demografia

### Població
El 2007 la població de fet de Cressy era de 237 persones. Hi havia 86 famílies de les quals 18 eren unipersonals (7 homes vivint sols i 11 dones vivint soles), 32 parelles sense fills i 36 parelles amb fills.
La població ha evolucionat segons el següent gràfic:
Habitants censats

### Habitatges
El 2007 hi havia 102 habitatges, 90 eren l'habitatge principal de la família, 8 eren segones residències i 4 estaven desocupats. 100 eren cases i 1 era un apartament. Dels 90 habitatges principals, 78 estaven ocupats pels seus propietaris, 8 estaven llogats i ocupats pels llogaters i 4 estaven cedits a títol gratuït; 4 tenien dues cambres, 13 en tenien tres, 22 en tenien quatre i 51 en tenien cinc o més. 63 habitatges disposaven pel capbaix d'una plaça de pàrquing. A 38 habitatges hi havia un automòbil i a 46 n'hi havia dos o més.

### Piràmide de població
La piràmide de població per edats i sexe el 2009 era:
| Homes | Edats   | Dones |
| ----- | ------- | ----- |
| 0     | 95 o +  | 0     |
| 0     | 90 a 94 | 4     |
| 0     | 85 a 89 | 0     |
| 0     | 80 a 84 | 4     |
| 8     | 75 a 79 | 8     |
| 8     | 70 a 74 | 0     |
| 12    | 65 a 69 | 12    |
| 0     | 60 a 64 | 0     |
| 12    | 55 a 59 | 0     |
| 4     | 50 a 54 | 16    |
| 4     | 45 a 49 | 4     |
| 8     | 40 a 44 | 4     |
| 8     | 35 a 39 | 12    |
| 4     | 30 a 34 | 4     |
| 8     | 25 a 29 | 8     |
| 8     | 20 a 24 | 4     |
| 12    | 15 a 19 | 8     |
| 12    | 10 a 14 | 0     |
| 4     | 5 a 9   | 16    |
| 8     | 0 a 4   | 4     |

## Economia
El 2007 la població en edat de treballar era de 145 persones, 118 eren actives i 27 eren inactives. De les 118 persones actives 111 estaven ocupades (62 homes i 49 dones) i 7 estaven aturades (1 home i 6 dones). De les 27 persones inactives 14 estaven jubilades, 6 estaven estudiant i 7 estaven classificades com a «altres inactius».

### Ingressos
El 2009 a Cressy hi havia 97 unitats fiscals que integraven 249 persones, la mediana anual d'ingressos fiscals per persona era de 17.911 €.

### Activitats econòmiques
Dels 4 establiments que hi havia el 2007, 2 eren d'empreses de construcció i 2 d'empreses de comerç i reparació d'automòbils.
L'únic servei als particulars que hi havia el 2009 era un electricista.
L'any 2000 a Cressy hi havia 8 explotacions agrícoles que ocupaven un total de 195 hectàrees.

## Equipaments sanitaris i escolars
El 2009 hi havia una escola elemental integrada dins d'un grup escolar amb les comunes properes formant una escola dispersa.

## Poblacions més properes
El següent diagrama mostra les poblacions més properes.